# Krischan mit der Piepe

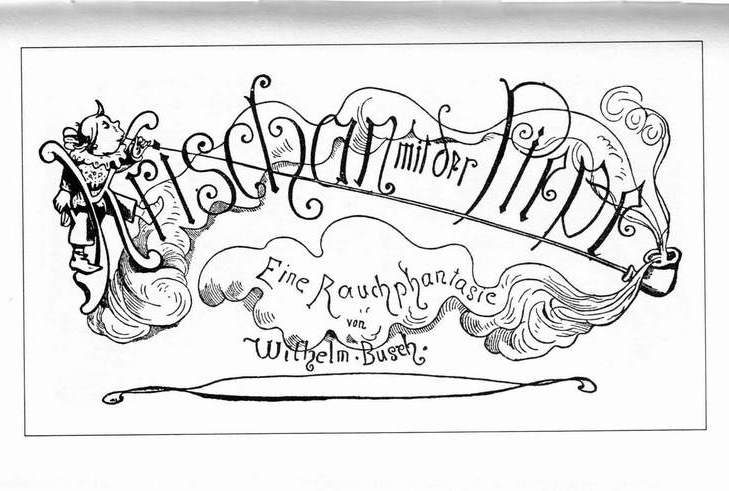
Titelbild von Krischan mit der Piepe

In der Bildergeschichte Krischan mit der Piepe beschreibt Wilhelm Busch 1864 den Rausch eines Jungen, der heimlich und verbotenerweise Vaters Meerschaumpfeife raucht. Die Geschichte ist in Reimen auf Plattdeutsch verfasst und endet, wie viele von Buschs Geschichten, mit der Moral, dass man Ge- und Verbote befolgen sollte, da man widrigenfalls mit Nachteilen (wie in diesem Fall dem Rauschzustand, Halluzinationen und Übelkeit) und Strafen zu rechnen hat.
Krischan mit der Piepe erschien in den Bilderpossen, die im Heinrich Richter Verlag herausgegeben wurden. Es war nach Die kleinen Honigdiebe das zweite Buch mit Beiträgen ausschließlich von Wilhelm Busch.